# 7 днів, 7 ночей
7 днів, 7 ночей (фр. Moderato cantabile) — французька кінодрама 1960 року, знята Пітером Бруком, з Жаном-Полем Бельмондо і Жанною Моро у головних ролях.

## Сюжет
За повістю Маргеріт Дюрас. Одного разу нудьгуюча дружина індустріального магната стає свідком загадкового вбивства, скоєного не через ревнощі, а через кохання. Жінку тягне на місце злочину, де вона зустрічає іншого свідка, молодого робітника. Пара починає розслідувати обставини загадкового вбивства. Між двома людьми, такими різними, виникає сильне почуття.

## У ролях
- Жан-Поль Бельмондо — Шовен
- Жанна Моро — Анна Дебреде
- Паскаль де Буассон — другорядна роль
- Дідьє Одепен — другорядна роль
- Колетт Режи — другорядна роль
- Валерій Добужинський — вбивця
- Жан Дешан — чоловік Анни

## Знімальна група
- Режисер — Пітер Брук
- Сценарист — Маргеріт Дюрас
- Оператор — Арман Тірар
- Продюсер — Рауль Леві